# 高虹镇
高虹镇，中国浙江省杭州市临安区下辖的一个镇。

## 辖区
该镇辖有：活山村、高乐村、虹桥村、高桥村、长溪村、石门村、大山村、龙上村、崇阳村。